# Veľké Kozmálovce
Veľké Kozmálovce è un comune della Slovacchia facente parte del distretto di Levice, nella regione di Nitra.